# 捎來夏日問候
「捎來夏日問候」（暑中お見舞い申し上げます）是日本的女子偶像組合℃-ute的第9张单曲。2009年7月1日由zetima发售。

## 概要
- 「捎來夏日問候」原為糖果合唱團的第14張單曲。
- 「捎來夏日問候」是日本郵報「2009年夏季賀卡」的主題曲。
- 『「捎來夏末問候」』是由鈴木愛理主唱。
- 此單曲有2個版本，分別有「初回生産限定盤」和「CD ONLY」。「初回生産限定盤」收錄了「捎來夏日問候」的PV。
- 在7月13日於公信榜單曲週排行榜取得第5位。

## 收錄内容

### CD（初回生産限定盤，CD ONLY）
1. 捎來夏日問候
（作詞：喜多條忠 作曲：佐瀬寿一 編曲：平田祥一郎）
2. 「捎來夏末問候」（「残暑 お見舞い 申し上げます。」）
（作詞：淳君 作曲：はたけ 編曲：板垣祐介）
鈴木愛理主唱
3. 捎來夏日問候(Instrumental)

### DVD（初回生産限定盤）
1. 捎來夏日問候（Dance Shot Ver.）